# Matthias Kaiser (Märtyrer)
Matthias Kaiser (* 28. Juni 1921 in Kronach; † 29. November 1944 im Wehrmachtsgefängnis Anklam) war ein deutscher römisch-katholischer Leutnant und Märtyrer.

## Leben
Matthias Kaiser wuchs als Sohn eines Gastwirts und Bierbrauers in Kronach in Oberfranken auf. Er besuchte die Schule der Benediktiner in Metten und ab 1938 vom Internat Aufseeianum aus das Alte Gymnasium in Bamberg, wo er von dem römisch-katholischen Geistlichen Jupp Schneider (1903–1975) geprägt wurde. Im Februar 1941 machte er Notabitur, wurde in Coburg zum Soldaten ausgebildet und an der Ostfront eingesetzt. Im Sommer 1942 am Don schwer verwundet, wurde er in der Kieferklinik der Universität Erlangen geheilt, ging dann als Kriegsoffiziersbewerber an die Fahnenjunkerschule Posen und wurde Leutnant.
Ab März 1944 kämpfte er mit der 21. Luftwaffen-Felddivision im Raum Ostrow. Wegen schwierig zu beurteilender Vorkommnisse am 16. Juli 1944 wurde er am 21. September 1944 von einem Feldgericht wegen „Feigheit vor dem Feind“ zum Tode verurteilt. Er kam in das Wehrmachtsgefängnis in Anklam und wurde dort am 29. November 1944 durch Erschießen hingerichtet. Aus der von ihm erhaltenen Korrespondenz geht hervor, dass er sich für die Zeit nach dem Krieg zum Priestertum berufen fühlte.

## Gedenken
Seine Eltern schwiegen über die Todesumstände ihres Sohnes; er galt trotz seiner Hinrichtung bis in die 1970er Jahre als „gefallen“. Die Römisch-katholische Kirche in Deutschland hat Matthias Kaiser als Märtyrer aus der Zeit des Nationalsozialismus in das deutsche Martyrologium des 20. Jahrhunderts aufgenommen.